# Cruz negra (Malévich)
Cruz negra es un cuadro de 1915 pintado por el artista suprematista Kazimir Malévich. Junto con Cuadrado negro y Círculo negro conforma un tríptico. Se encuentra en el Centre Georges Pompidou de París.

## Descripción
Malévich eligió el formato cuadrado para este cuadro. Sobre un fondo blanco pergamino, una cruz negra ocupa todo el lienzo. Se trata de una cruz griega, una de las formas más comunes de las cruces cristianas, que se utiliza desde el siglo IV. Estas cruces se caracterizan por tener todos los brazos de igual longitud. En el caso del cuadro, los brazos están orientados horizontalmente y vertical.

## Historia
Cruz negra fue pintado en 1915, aunque el artista, como en otras obras suprematistas, le adelanta al 1913. El cuadro fue exhibido por primera vez en la exposición «Última Exposición Futurista de Pinturas 12:10», junto con unas treinta y nueve obras más del mismo autor. 
En 1923, para la edición XVI de la Bienal de Venecia que se celebraría en 1924, alumnos de Malévich crearon nuevas versiones de Cruz negra, Cuadrado negro y Círculo negro, que ahora forman parte de la colección del Museo Estatal de San Petersburgo.